# 토그체치군

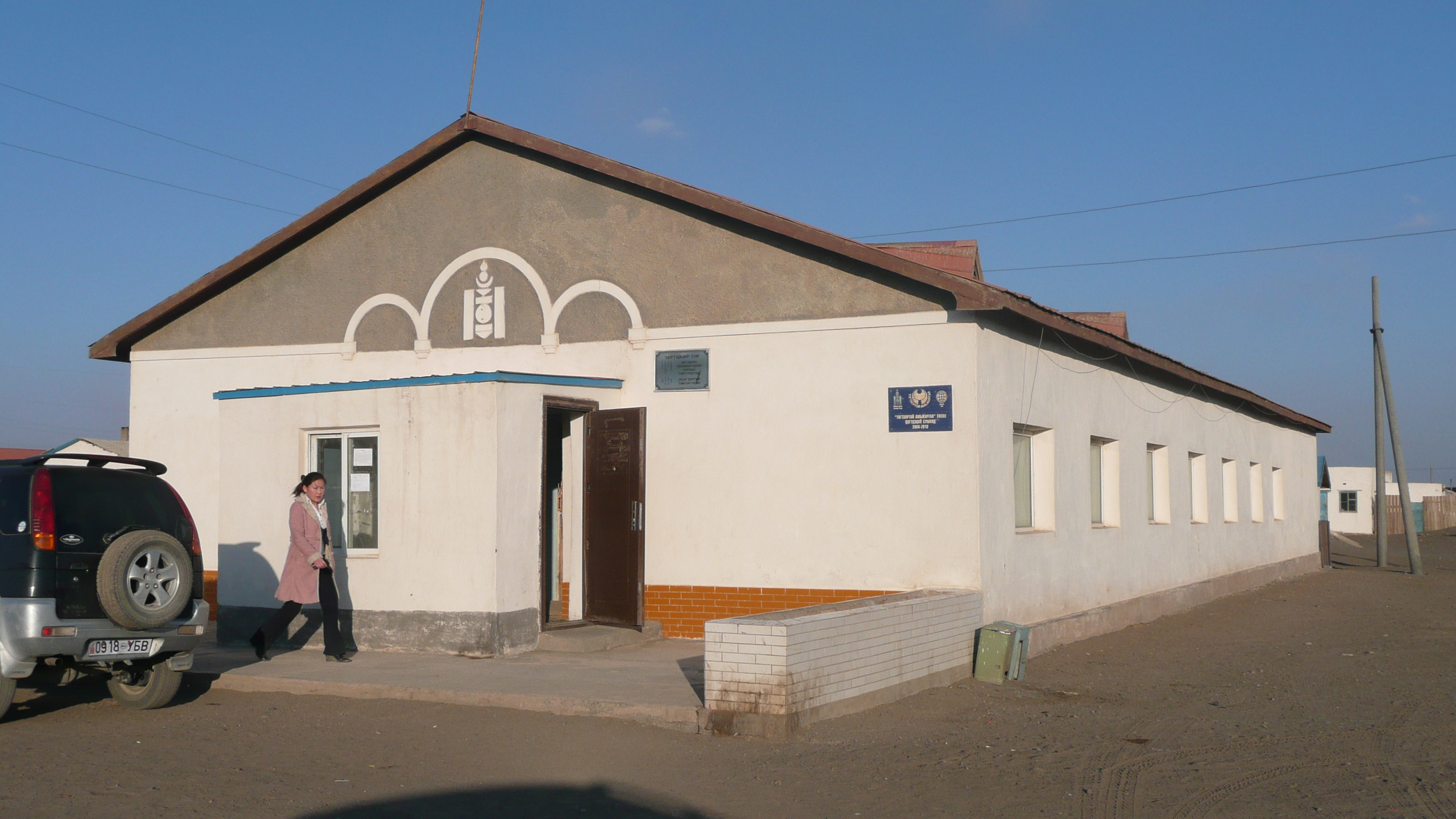

토그체치군(몽골어: Цогтцэций сум)은 몽골 남부 음느고비 주에 속한 군이다. 숨 중심지에서 남서쪽으로 15km 떨어진 곳에 타반톨고이 탄광이 있다.